# Cliff Finch

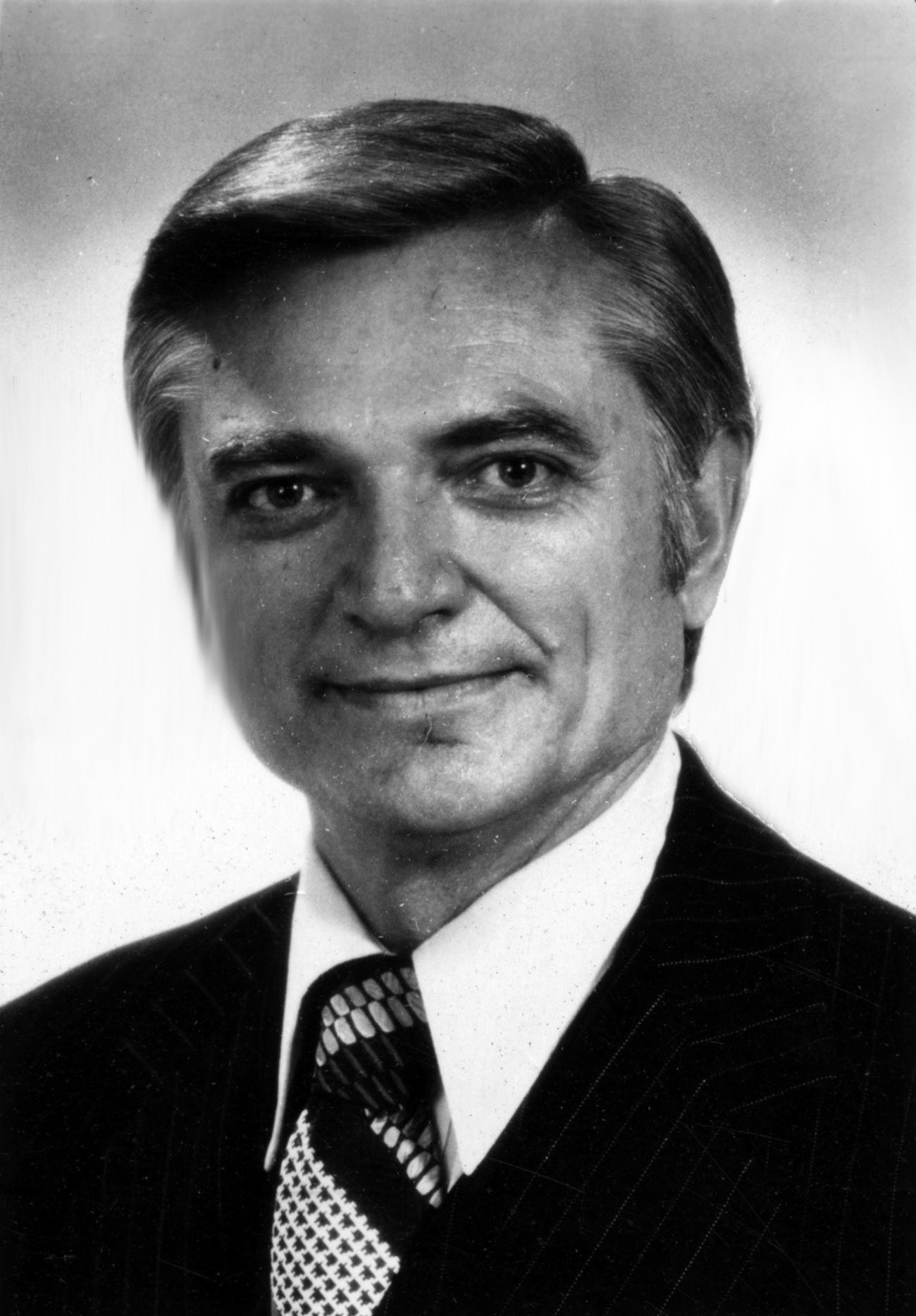
Cliff Finch

Charles Clifton „Cliff“ Finch (* 4. April 1927 in Pope, Panola County, Mississippi; † 22. April 1986 in Batesville, Mississippi) war ein US-amerikanischer Politiker und von 1976 bis 1980 Gouverneur des Bundesstaates Mississippi.

## Frühe Jahre und politischer Aufstieg
Nach der Grundschule kämpfte Finch am Ende des Zweiten Weltkriegs in Italien. Danach verbrachte er ein Jahr bei einer Baufirma auf Guam. Nach seiner Rückkehr nach Mississippi studierte er bis 1958 an der University of Mississippi Jura. Anschließend arbeitete er in Batesville als Rechtsanwalt.
Finch wurde Mitglied der Demokratischen Partei und von 1960 bis 1964 Abgeordneter im Repräsentantenhaus von Mississippi. Zwischen 1964 und 1972 war er Bezirksstaatsanwalt im 17. Gerichtsbezirk. Im Jahr 1971 bewarb er sich erfolglos um das Amt des Vizegouverneurs. Im Jahr 1975 wurde er nach einer beeindruckenden Kampagne, in der er schwarze und weiße Arbeiter zu einem Wahlbündnis vereinigte, zum neuen Gouverneur seines Staates gewählt.

## Gouverneur von Mississippi
Cliff Finch trat seine vierjährige Amtszeit am 20. Januar 1976 an. Es gelang ihm damals, die angeschlagenen Kreditinstitute des Staates zu retten und damit eine Finanzkrise zu vermeiden. Innerparteilich gelang ihm die Versöhnung zweier zerstrittener Parteiflügel. Nach einem Hochwasser im Jahr 1979 wurde den Opfern mit finanziellen Zuschüssen geholfen.

## Weiterer Lebenslauf
Nach Ablauf seiner Amtszeit versuchte sich Charles Finch als Bundespolitiker. Bereits 1978 war sein Versuch, in den US-Senat gewählt zu werden, gescheitert. Im Jahr 1980 bewarb er sich um die Nominierung seiner Partei für die Präsidentschaftswahlen. Angesichts der Tatsache, dass der amtierende Präsident Jimmy Carter wieder kandidierte, waren Finchs Chancen auf eine Nominierung aussichtslos. Am Ende wurde dann Ronald Reagan gegen Carter zum Präsidenten gewählt. Finch war nach neun erfolglosen Vorwahlen aus dem Wahlkampf ausgeschieden. Danach war er wieder als Rechtsanwalt tätig. Er starb 1986 in Batesville an einem Herzinfarkt.